# Замок Амбрас
Замок Амбрас (нем. Schloss Ambras) — замок-музей в Инсбруке, Австрия. Является одной из основных достопримечательностей города. Её культурно-историческое значение тесно связано с эрцгерцогом Фердинандом II.
Постройка замка восходит к временам Фердинанда II, второго сына императора Фердинанда I. Когда эрцгерцог в 1563 году стал сувереном провинции Тироль, он нанял итальянских архитекторов для перестройки средневековой крепости в ренессансный замок.
Фердинанд II был одним из самых щедрых покровителей искусств в семействе Габсбургов. В замке Амбрас он собрал великолепные коллекции картин, скульптур, оружия, украшений и т. п.
Сегодня Амбрас — одно из популярнейших мест среди туристов, основная концертная площадка для проведения Инсбрукского фестиваля старинной музыки.

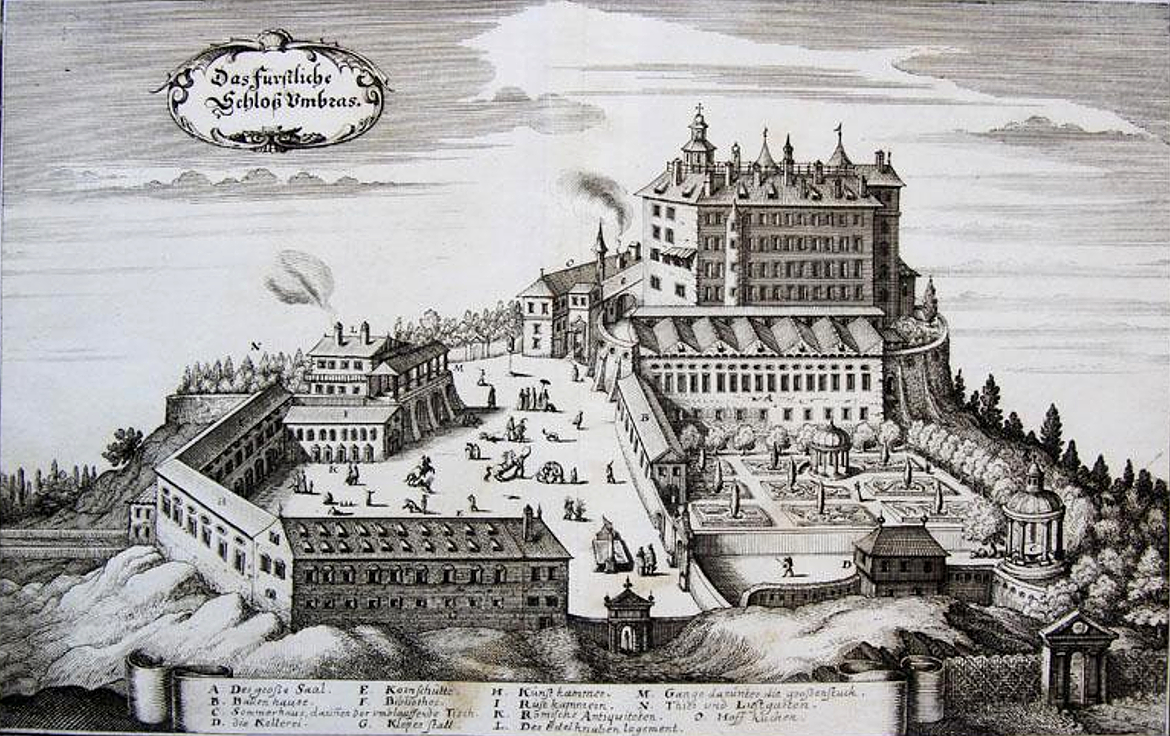
Вид замка на гравюре Маттеуса Мериана
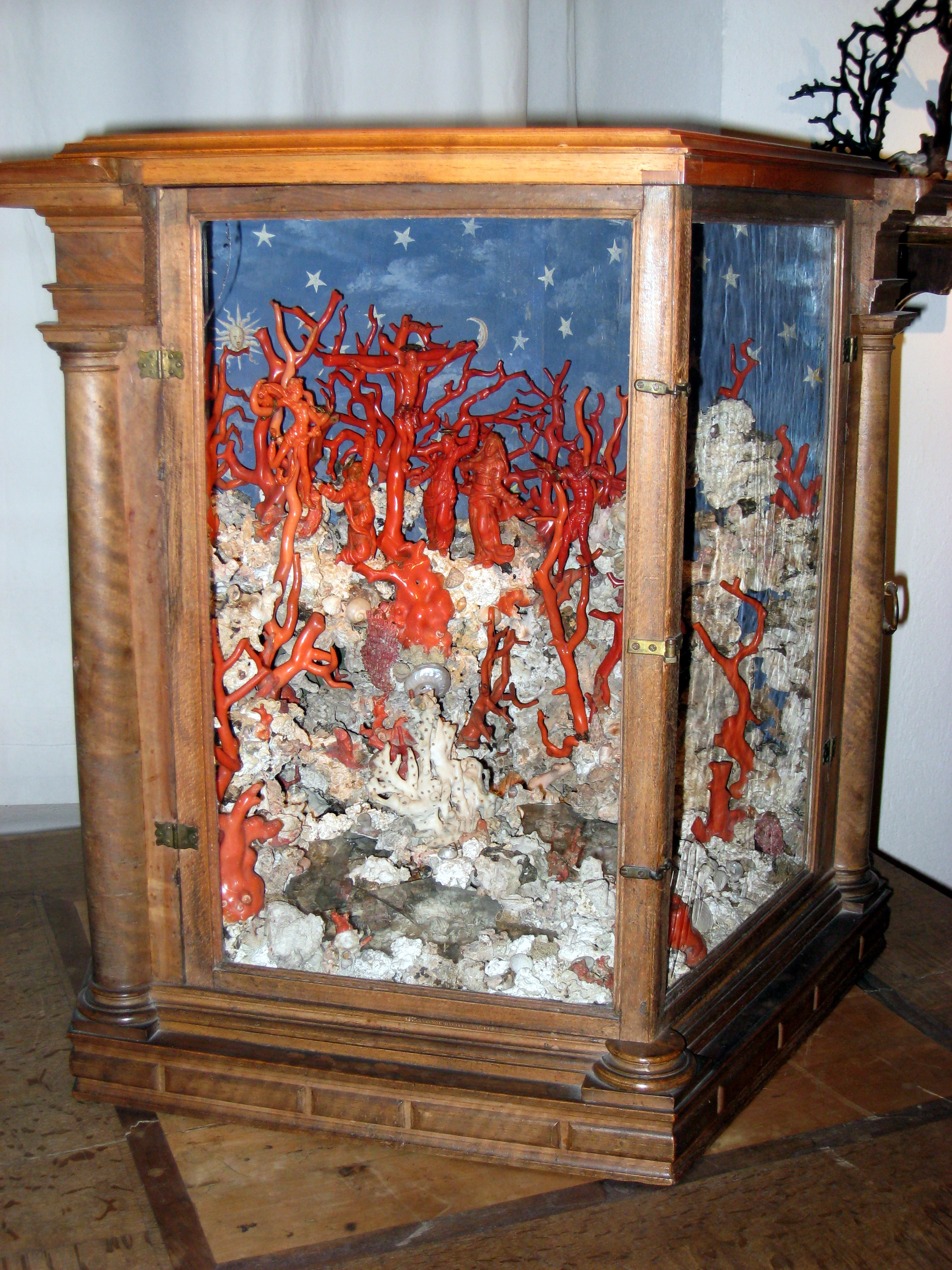
Кораллы
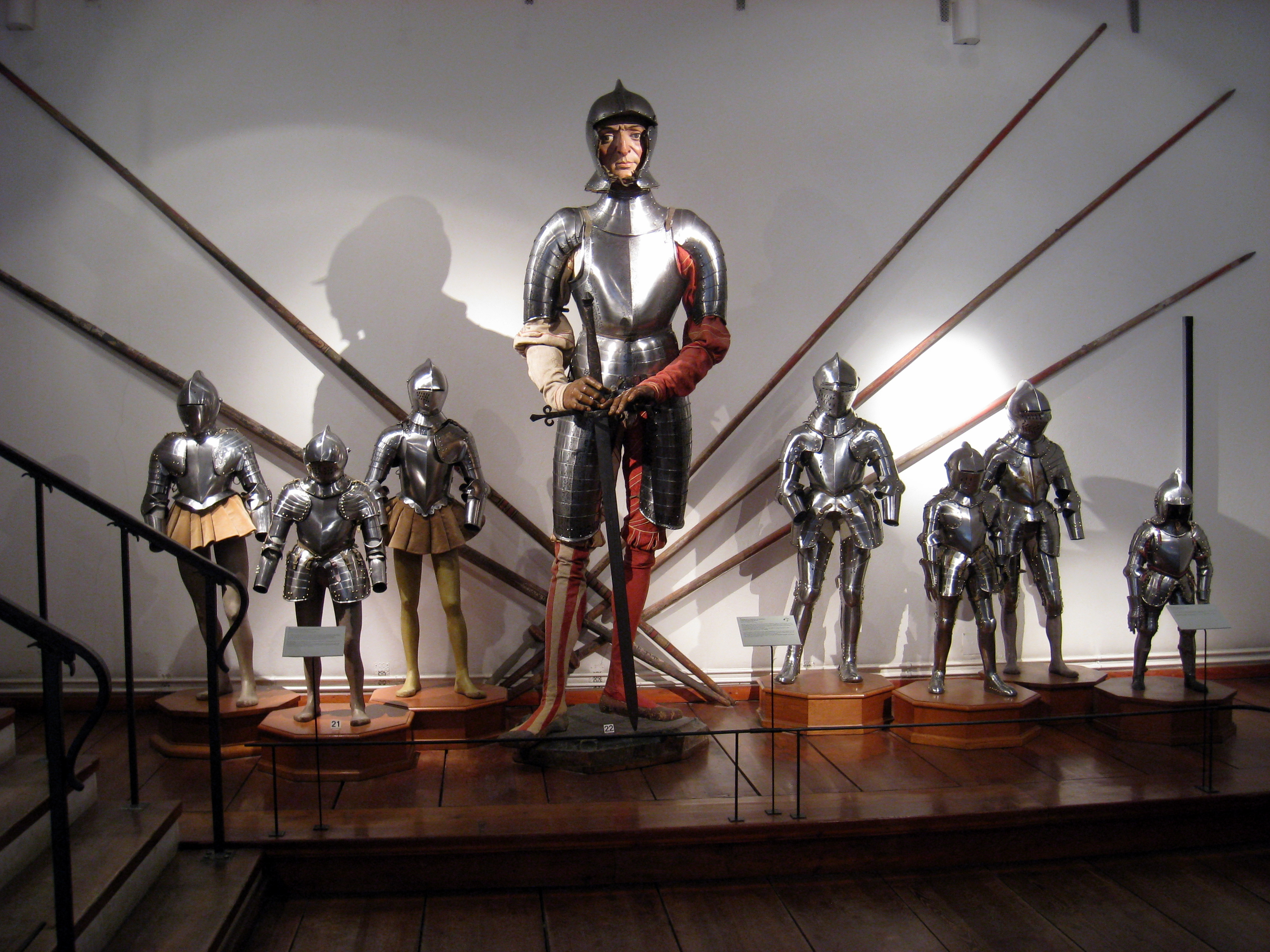
Рыцарские доспехи
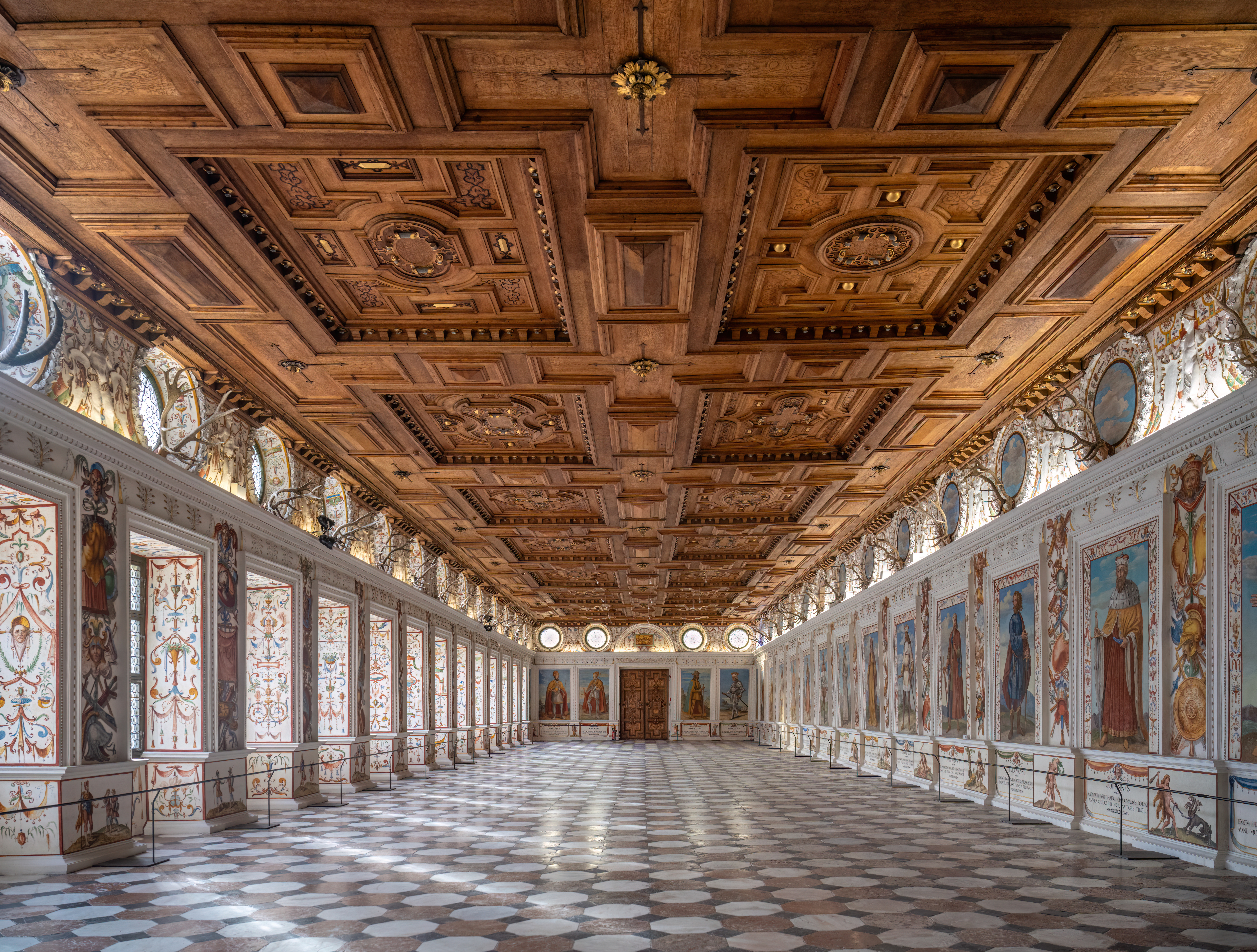
Испанский зал